# أوليفييه ري
أوليفييه ري (بالفرنسية: Olivier Rey)‏ هو رياضياتي وفيلسوف فرنسي، ولد في 1964 في نانت في فرنسا.